# (8832) Altenrath
(8832) Altenrath – planetoida z pasa głównego asteroid okrążająca Słońce w ciągu 4 lat i 49 dni w średniej odległości 2,57 au. Została odkryta 2 marca 1989 roku. Przed nadaniem nazwy planetoida nosiła oznaczenie tymczasowe (8832) 1989 EC3.